# 이화여자고등학교
이화여자고등학교(梨花女子高等學校)는 대한민국 서울특별시 중구 정동에 있는 자율형 사립 고등학교이다

## 학교 연혁
- 1886년 5월 31일: 미국 북감리교 선교사 스크랜톤 여사(Mrs. Mary F. Scranton)에 의해 한국 최초의 여성교육기관으로 창립
- 1887년: 고종황제가 이화학당이라는 교명을 하사
- 1900년: 메인홀(Main Hall, 구 교사와 기숙사 및 강당) 준공
- 1904년: 4년제 중학과 설치
- 1915년 3월: 심슨기념관(Simpson Hall, 당시 심슨홀) 준공[1]
- 1929년: 이화여자고등보통학교와 이화여자보통학교의 행정을 분리하고 미스 처치(Miss E. Church)가 교장에 취임
- 1935년: 이화여자보통학교를 폐지하고 전문학교를 대현동 신촌교사로 이전
- 1944년 4월 24일: 재단법인 유하학원(有厦學院) 설립.[2] 유하 강의영(姜義永)의 지원을 받아 설립한 재단으로, 당초 이화학원이라는 이름을 계획하였으나 총독부의 개입이 있어 명칭을 다르게 정하였다.[3] 재단의 자본은 현재의 철원군 동송읍 양지, 하갈, 강산리 일대 32.5만 평의 부지였다.[3]
- 1946년: 4년제 여자고등학교를 6년제 여자중학교로 학제 개편
- 1950년: 4년제 중학교와 3년제 고등학교를 병설하고 다시 3년제 중학교와 2년제 고등학교로 개편, 6.25로 메인홀 소실
- 1951년 8월 10일 ~ 30일: 부산 남성여자고등학교의 건물을 빌려 수업 재개[4]
- 1951년 9월 17일: 부산 영도에 천막으로 된 가교사를 설치하고 수업 재개[4]
- 1951년 12월 4일: 천막 가교사에서 목조 가교사로 이전[5]
- 1952년 4월 2일 ~ 1953년 3월 28일: 피난하지 못한 학생들을 위하여 ‘서울 서부 잔류 학생 훈육소 이화 분교장’ 운영[4]
- 1952년 5월 28일: 손몌례(孫袂禮)가 서울특별시 종로구 궁정동에 있던 정명여자중학교의 운영에 어려움을 겪어, 교지 541.8평과 건물 130.9평을 기증함.[6] 이 건물은 환도 이후 이화여자중학교 2학년생이 임시로 사용함.[7]
- 1953년 3월 21일: 이화예술고등학교 신설
- 1953년 6월 15일: 정동 1-45번지의 1443.3평 국유지를 무상으로 대부받음.[6] 이곳은 원래 정동 1-9번지의 2825.1평의 땅으로, 이왕직 소유로서 일명 황화사(皇華舍)라고 불렸다.[8] 그러다 1949년 8월 13일, 1381.8평은 미국 공사관 명의로 등기되었으며, 나머지 1443.3평이 국유화되면서 별도의 지번을 부여받았다.[6] 이 부지에는 이후 건물이 들어서 서울예술고등학교에서 사용하다가, 현재 예원학교에서 사용한다.[6]
- 1953년 9월 12일: 서울로 환도[9]
- 1953년 9월 19일: 남녀공학임에도 여학교를 연상시키는 이름 때문에 학생 모집이 저조하자, 이화예술고등학교를 서울예술고등학교로 개칭함.[10]
- 1955년 10월 15일: 교통부로부터 교통부 관사 용지 9638.4평을 매입하는 계약을 체결함.[11]
- 1956년: 정동 17-4번지의 미국 선교사 숙소 부지 682평을 매입함.[12] 이 부지는 이화여자중학교 운동장으로 쓰이다가, 이후 서울예술고등학교 운동장, 예원학교 운동장으로 차례로 바뀌었다.[12]
- 1957년: 정동 14-1번지의 관세청 불하지 227평을 매입함.[12] 이 부지는 예원학교의 부지로 쓰인다.[12]
- 1958년: 충정로1가 83번지의 체신부 부지 707.51평을 매입함.[12]
- 1958년 4월 19일: 재단법인 유하학원을 이화학원으로 개칭[13]
- 1958년 5월 30일: 스크랜튼 기념관 준공[14]
- 1961년: 순화동의 645평 부지와 747.8평 부지를 매입함.[12] 앞의 부지는 강당으로, 뒤의 부지는 테니스코트로 쓰였다.[15]
- 1963년 9월 2일: 서울예술고등학교가 정동의 신축 교사로 이전함.[10]
- 1965년: 재단법인 이화학원을 학교법인 이화학원으로 개편[13]
- 1966년: 중학생 대상의 예술학교로서 예원학교 설립[10]
- 1968년: 문교부 지시에 의하여 1968학년도 재학생의 최종 졸업연도인 1971년 이화여자중학교가 폐지되고 고등학교가 각 학년 20학급씩 총 60학급으로 인가
- 1970년: 본관 신축교사 준공
- 1971년 1월 25일: 이화여자중학교 마지막 졸업식[16]
- 1988년: 학교법인 이화학원에서 예원학교 및 서울예술고등학교 분리
- 1992년: 이화여자외국어고등학교 신설
- 2004년: 이화 100주년 기념관 준공
- 2007년: 이화 체육관 준공
- 2009년: 자율형사립고 지정
- 2011년: 등록문화재 제3호인 심슨기념관 복원
- 2013년: 이화기숙사 김점동관 준공
- 2017년: 김혜정 교장 취임

## 참고 문헌
- 이화여자고등학교 - 한국교육학술정보원 학교알리미
- 〈이화여자고등학교〉. 《한국민족문화대백과사전》. 한국학중앙연구원.
- 이화100년사편찬위원회 (1994). 《梨花百年史 : 1886-1986》. 서울: 이화여자고등학교.

## 같이 보기
- 이화여자고등학교 여자 정구단